# The Golden Years
Pour la chanson de David Bowie, voir Golden Years.
Albums de Motörhead
Bomber
(1979) Ace of Spades
(1980)
The Golden Years, sorti en 1980, est un EP en public du groupe de heavy metal anglais Motörhead.

## L'album
Ces quatre titres ont été enregistrés en public au Lochem Pop Festival le 25 mai 1980.

En 1980, Motörhead est au sommet de sa gloire. La maison de disques en profite donc pour sortir ce EP live entre deux albums studio.

Les quatre titres de The Golden Years sortiront en CD sur l'album Bomber.

## Les musiciens
- Lemmy Kilmister — voix, basse
- "Fast" Eddie Clarke — guitare
- Phil "Philthy Animal" Taylor — batterie

## Les titres
1. Leaving Here – 3 min 02 s
2. Stone Dead Forever – 5 min 20 s
3. Dead Men Tell No Tales – 2 min 54 s
4. Too Late Too Late – 3 min 21 s

## Informations sur le contenu de l'album
- Les versions studio de Stone Dead Forever et Dead Men Tell No Tales se trouvent sur l'album Bomber. Too Late Too Late est un titre inédit en album. La version studio de Leaving Here était la face A du premier single de Motörhead sorti en 1977, Too Late Too Late était la face B du single Overkill.
- Leaving Here est une reprise d'Eddie Holland (1963)
- La première version de Leaving Here par Motörhead est sortie sur l'album On Parole en 1979, enregistré en 1976 avec Larry Wallis à la guitare